# Antiblemma astyla
Antiblemma astyla là một loài bướm đêm trong họ Erebidae.